# Саркисян, Амаяк Мхитарович
Амаяк Мхитарович Саркисян (1905 — ?) — Председатель колхоза села Айгезард Арташатского района Армянской ССР.  Герой Социалистического Труда (08.04.1971).

## Биография
Родился в 1905 году в Турции. Армянин.
В середине 1950-х годов трудился в колхозе имени Парижской коммуны (село Анастасаван), виноградные плантации которого расположены в Араратской долине. Позже Амаяк Мхитарович возглавил виноградарский колхоз, сменив прежнего председателя Героя Социалистического Труда Г. П. Хачатряна.
По итогам работы в 7-й семилетке (1959—1965) А. М. Саркисян был награждён орденом Ленина, а передовая звеньевая колхоза Р. В. Степанян стала Героем Социалистического Труда.
Указом Президиума Верховного Совета СССР от 8 апреля 1971 года за выдающиеся успехи, достигнутые в развитии сельскохозяйственного производства и выполнении пятилетнего плана продажи государству продуктов земледелия и животноводства, Саркисяну Амаяку Мхитаровичу присвоено звание Героя Социалистического Труда с вручением ордена Ленина и золотой медали «Серп и Молот».
В последующие годы 8-й пятилетки (1966—1970) труженики колхоза села Айгезард продолжали удерживать первенство по урожаю солнечной ягоды и вышли победителями в социалистическом соревновании среди виноградарей Армянской ССР..
Неоднократный участник Выставки достижений народного хозяйства (ВДНХ).
Последнее время А. М. Саркисян проживал в городе Ереване. Дата его кончины не установлена.

## Награды
- Золотая медаль «Серп и Молот» (08.04.1971)
- орден Ленина (30.04.1966)
- орден Ленина (08.04.1971)
- Медаль «В ознаменование 100-летия со дня рождения Владимира Ильича Ленина»
- Медаль «За доблестный труд в Великой Отечественной войне 1941—1945 гг.»
- медали Выставки достижений народного хозяйства (ВДНХ)
- и другими